# Alfredo de la Fe
Alfredo Manuel de la Fe Díaz (La Habana, 6 de febrero de 1954) es un violinista cubano establecido en Nueva York y radicado en Colombia. Es el responsable de transformar el violín a un sonido mucho más adecuado para la Salsa y la música latina, además de haber fabricado y patentado su propio violín.
Fue el primer violinista solista en actuar con una orquesta de salsa. De la Fe ha hecho giras alrededor del mundo más de treinta veces, apareciendo en conciertos y participando en más de cien álbumes para artistas latinos como Eddie Palmieri, Tito Puente, Celia Cruz, José Alberto "El Canario", Cheo Feliciano, Fania All-Stars, Santana y Larry Harlow. Su segundo álbum como solista, Alfredo, fue lanzado en 1979, recibió una nominación al Grammy como "Mejor Álbum Latino".
Además de todo esto, De la Fe es doctor en música de la Juilliard, y uno de los mejores violinistas de la música latina, como lo demuestran sus múltiples galardones, como el Premio al Mejor Violinista, que obtuvo por 5 años consecutivos, desde 1977.

## Biografía
De la Fe empezó a estudiar violín en el Conservatorio Amadeo Roldán de La Habana, en 1962. Dos años más tarde,  recibe una beca para ingresar al Conservatorio de Varsovia, en Polonia. En 1965, realizó solos de las composiciones de Mendelssohn y Chaikovski con la Metropolitan Opera Orchestra en Carnegie Hall. Una beca en Juilliard le abrió nuevas puertas. De la Fe
comenzó su carrera profesional, a los doce años, cuándo cambio de música clásica a salsa, y aceptó una invitación para unirse a la leyenda de la charanga José Fajardo's Orchestra. En 1972, entró en la orquesta de Eddie Palmieri. Fue integrante del grupo por un periodo muy corto, mudándose temporalmente a San Francisco, donde conoció a Santana. Regresando a Nueva York, De la Fe se unió a Típica '73 en 1977. Dos años más tarde, lanzó su álbum debut como solista, Alfredo.
En 1980, De la Fe firmó con Fania All-Stars, y produjo treinta y dos álbumes para Fania Records. Su segundo álbum de solista, Charanga '80, fue lanzado en el mismo año. En 1981, De la Fe se convirtió en director musical de Tito Puente's Latin Percussion Jazz Ensemble. Al año siguiente, él confirmó su carrera en solitario, firmando con Taboga, para quien grabó el álbum Triunfo. Se estableció en Colombia en 1983, y firmó con Philips; producto de esto, lanzó tres álbumes - Made in Colombia, Dancing in the Tropics y Alfredo de la Fe Vallenato - a finales de los 80. En 1989, De la Fe firmó con Discos Fuentes. A pesar de que fue uno de los miembros de Fania All-Stars para 1995, De la Fe continuó su carrera de solista. Firmó con Sony Music en 1997. Dos años más tarde, realizó giras con su propia orquesta, apareciendo en festivales en Dinamarca, Holanda, Francia, Turquía y Bélgica, y reuniéndose con Eddie Palmieri y su orquesta para un tour europeo.
En 2002, después de varios años en Europa, Alfredo volvió a Nueva York y visitó los EE. UU. con su banda de Nueva York, dirigido por el pianista Israel Tanenbaum. Otros músicos incluyendo el bajista Máximo Rodríguez, los percusionistas Tony Escapa y Johnny Pequeño Rivero, y el flautista Andrea Brachfeld.

## Curiosidades
- Su madrina de bautizo fue una gran amiga de sus padres, Celia Cruz, ya reconocida para el momento de su nacimiento.[1]
- Su carrera profesional comenzó cuando contaba con solo 12 años.[1]
- Llegó a Colombia, buscando salir de la drogadicción y no como propósito en su carrera.[1]
- Allí, durante la visita del papa Juan Pablo II, en 1986, fue invitado a tocar para Su Santidad, pero no pudo asistir a la cita. Decepcionado, pues había jurado dejar sus adicciones cuando estuviese frente al papa, decidió entrar en un centro de rehabilitación. Afirma que desde finales de 1986, no ha consumido drogas.[1]
- Su estadía en ese país le valió la nacionalidad.[1]
- Su creativo violín, el cual creó en tiempos de la Orquesta de Eddie Palmieri (70), es eléctrico, y tiene una cuerda más que los violines acústicos o comunes.[1]

## Discografía
Álbumes en solitario
- 1979 : "Alfredo"
- 1980 : "Alfredo de la Fe y la charanga 1980"
- 1981 : "Para África con amor"
- 1982 : "Triunfo"
- 1984 : "Made in Colombia"
- 1985 : "Alfredo de la Fe Vallenato"
- 1990 : "Salsa"
- 1990 : "Los violines de Alfredo de la Fe"
- 1992 : "Los violines de Alfredo de la Fe vol. 2: Sentir de Cuba".
- 1993 : "Con toda la salsa Alfredo de la Fe"
- 1995 : "La salsa de los dioses"
- 2000 : "Latitudes"
- 2006 : "Alfredo De La Fe y Fruko (La Llave de Oro)"
- 2013 : "Alfredo De La Fe y Rodry Go(Sin Límites)"
- 2017 : "Alfredo De La Fe y Poncho Zuleta, Iván Villazón, Silvio Brito, Ivo Díaz y Jorge Luís Montaño.(Homenaje al Vallenato)"
- 2017 : "Alfredo De La Fe y Rodry Go & B-Clip(Melao, Salsa electrónica)"
- 2019 : "Alfredo De La Fe y B-Clip(Jazz Eléctronico)"
- 2020 : "Alfredo De La Fe y Checo Acosta, Fausto Chatella e Iván Villazón(Barranquilla tiene Fé)"
- 2022 : "Alfredo De La Fe y Gilberto SantaRosa,Alexander Abreu, Jose Alberto"El canario", etc(Legado)"

Artista de sesión - Colaboraciones
- 1973 : "The Sun de música latina" por Eddie Palmieri & Amigos Con Lalo Rodríguez
- 1976 : "De ti depende" por Héctor Lavoe
- 1977 : "Selecciones clásicas" por José Fajardo
- 1977 : "El Baquine de Angelitos Negros" por Willie Colón
- 1978 : "Comedia" por Héctor Lavoe
- 1979 : "Típica 73 en Cuba - Intercambio cultural" por Típica 73
- 1979 : " Necesito tú" por Sylvester
- 1980 : "Charangueando con la Típica 73" por Típica 73
- 1980 : "Señor Charanga" por José Fajardo
- 1982 : "Encima Broadway" por Tito Puento
- 1997 : "Bravo" por Fania Todo-Estrellas
- 2001 : "Diferente" por José Alberto (El Canario)
- 2003: "El Gran Combo Remix"
- 2003: "Celia Cruz Telemundo Special"
- 2011: "El Ultimo Mambo, Israel Lopes Cachao"
- 2017: "Sabiduría"
- 2020: "Grupo Niche 40"
- 2021: "Prepárense Charangueros" por La Charanga Del Sur
- Sountracks for movies and TV series
  - 1980: "The Shining" Song with Lalo Schifrin.
  - 1996: "Oro". All episodes.
  - 1997: "Otra en Mí". All episodes.
  - 2014: "La Muerte del Gato". Vilaplana Films.
  - 2015: "Celia Cruz T.V series. All episodes. FOX TELECOLOMBIA
  - 2016: "Dancing with the Stars - Colombia". All episodes.
  - 2017: "Paquita La Del Barrio". All episodes. Grupo Imagen Producciones.
  - 2018: "Nadie me quita lo Bailao". All episodes. FOX TELECOLOMBIA.
  - 2018: "Jose Jose: El Principe de la Canción". Nine episodes. TELEMUNDO
  - 2018: "Ponedores". Vilaplana Films.
  - 2019: "La Gloria de Lucho" All episodes. CARACOL INTERNACIONAL.
  - 2021: "Queen of the South". S5|E5|Más dinero mas problemas. Song: "Asómate a la Ventana". USA Network.
  - 2022: "Snowpiercer". S3|E7|Ouroboros. Song: "Hilda". NETFLIX.
  - 2023: "Plantadas". Shango Productions.

## Premios

### Congo de Oro del Festival de Orquestas del Carnaval de Barranquilla
De la Fe ha sido ganador del Congo de Oro del Festival de Orquestas del Carnaval de Barranquilla en las siguientes ediciones: 
| Año  | Trabajo nominado | Categoría             | Resultado |
| ---- | ---------------- | --------------------- | --------- |
| 1990 | Alfredo de la Fe | Mejor Artista Solista | Ganador   |

| Año  | Trabajo nominado | Categoría                    | Resultado |
| ---- | ---------------- | ---------------------------- | --------- |
| 2021 | Alfredo de la Fe | Premio trayectoria Artística | Ganador   |